# Sân bay quốc tế Palonegro
Sân bay quốc tế Palonegro (tiếng Tây Ban Nha: Aeropuerto Internacional de Palonegro) (IATA: BGA, ICAO: SKBG) là một sân bay nằm ở thị xã Lebrija, Santander, khoảng 30 km về phía tây Bucaramanga, Colombia. Sân bay này phục vụ Vùng đô thị Bucaramanga và các thị xã phụ cận.
Sân bay này được xây trên núi bao quanh cao nguyên Bucaramanga. Một con đường núi nối sân bay này với thành phố, nằm ở độ cao 1200 mét trên mực nước biển (thành phố Bucaramanga nằm ở độ cao 950 mét trên mực nước biển.
Sân bay được khởi công xây năm 1969 và hoàn thành năm 1974 để thay sân bay cũ Gómez Niño.

## Các hãng hàng không và tuyến bay
- Aerolínea de Antioquia (Cúcuta, Medellín-Olaya Herrera)
- AeroRepública (Bogotá, Panama City, San Andrés Island (seasonal))
- AIRES (Cúcuta, El Yopal, Medellín-Olaya Herrera)
- Avianca (Bogotá)
  - operated by SAM (Bogotá)
- EasyFly (Cúcuta, Medellín-Olaya Herrera)
- SATENA (Arauca, Cúcuta, Medellín-Olaya Herrera, Saravena)